# 2006 BF56 (planetka)
2006 BF56 je planetka patřící do skupiny tzv. křížičů dráhy Marsu a spadá současně mezi objekty pravidelně se přibližující k Zemi (NEO). Protože se v budoucnu může značně přiblížit k Zemi, byla zařazena též mezi nebezpečné planetky (PHA). Její dráha však dosud není definitivně stanovena, proto jí nebylo dosud přiděleno katalogové číslo. Ví se jen, že dráha je velmi výstředná; její afel leží za drahou Marsu a perihel uvnitř dráhy Merkuru. Kříží tedy dráhy všech terestrických planet.

## Popis objektu
Vzhledem k tomu, že byla pozorována pouze po dobu jednoho dne během mimořádného přiblížení k Zemi, nestihli astronomové provést spektroskopický výzkum. Proto o jejím chemickém složení není nic známo. Její průměr je odhadován na základě hvězdné velikosti a protože není známo ani albedo jejího povrchu, je proto značně nejistý, stejně jako údaje o hmotnosti a střední hustotě, uvedené v připojené tabulce.

## Historie
Planetka byla poprvé pozorována 28. ledna 2006 kolem 07:22 světového času (UTC) 1,5metrovým dalekohledem na Mt. Lemmon Observatory poblíže Tucsonu, AZ (USA) astronomem E. J. Christensenem. Krátce před tím, téhož dne v 03:15 UTC, prolétla v minimální vzdálenosti 204,6 tisíc kilometrů od středu Země, tedy skoro o polovinu blíže, než obíhá Měsíc, a opět se vzdálila do meziplanetárního prostoru. Byla během odletu pozorována na řadě dalších observatoří, naposledy 29. ledna 2006 v 00:49 UTC na soukromé hvězdárně v Great Shefford ve West Berkshire v Anglii. Na pozorování tohoto objektu se podíleli také Jana Tichá a Miloš Tichý z observatoře na jihočeské Kleti.
V minulosti prolétla již několikrát v blízkosti Země, naposledy v roce 1970, kdy ji minula ve vzdálenosti 525 tisíc kilometrů. Vzhledem k malým rozměrům tehdy unikla objevení.

## Výhled do budoucnosti
Planetka se nyní stále přibližuje ke Slunci a dosáhne perihelu svoji dráhy 14. března 2006. Těleso se sice bude opakovaně přibližovat k Zemi, ale až do 90. let tohoto století nás během celkem dvou průletů neohrozí, dokonce by se nemělo přiblížit nikdy tak blízko, jako se to stalo v lednu 2006. Ve stejném období mine třikrát také planetu Merkur (2034, 2063 a 2084). U přiblížení k Merkuru 22. července 2063 je značná nejistota v geometrii průletu. I když se dnes odhaduje, že planetka mine Merkur ve vzdálenosti 2,7 mil. km, mohla by se přiblížit až na pouhých 116 tis. km, což by značně změnilo parametry její dráhy. Proto při průletech v 90. létech 21. a na počátku 22. století se zvyšuje pravděpodobnost možné srážky se Zemí a je dnes kumulativně odhadována na 6,3×10−6. Na turínské škále je oceněna stupněm 0, na palermské -7,30, tedy v obou klasifikacích je riziko hodnoceno jako velice nízké. Z hlediska nebezpečnosti je nejhorší průlet, ke kterému by mělo dojít 28. ledna 2106. Pokud by se střetla se Zemí, stalo by se to rychlostí 26,46 km/s a exploze při dopadu by se rovnala 9100 Mt TNT.
Uvedené prognózy se mohou dramaticky změnit. Dosud byla tato planetka pozorována pouze necelý den, pak se ztratila ve sluneční záři, takže astronomové mají k výpočtu její dráhy pouhých 34 bodů a to na spolehlivé stanovení dráhy nepostačuje. Bude nutno vyčkat jejího dalšího přiblížení v srpnu 2038, aby byla znalost její dráhy zpřesněna.